# Adriano Espínola
Adriano Espínola (Fortaleza, 1 de março de 1952) é um poeta, crítico literário, professor e escritor brasileiro.

## Biografia
Adriano Espínola fez os cursos primário e secundário no Colégio Castelo Branco, em Fortaleza, Ceará. Aos 18 anos, segue para os Estados Unidos, onde estuda na Huntington High School (1970-71), em Nova York. De volta, ingressa no Curso de Letras da Universidade Federal do Ceará, formando-se em 1975.
Em 1976, publica A cidade, sob o pseudônimo de Pedro Gaia, poemas em versos livres sobre Fortaleza, em folheto de cordel, editado em Juazeiro do Norte-CE. Ingressa nesse ano como professor de comunicação e linguagem, na Universidade de Fortaleza. Em 1977, passa a dar aulas também na Universidade Federal do Ceará. No mesmo ano, casa-se com Moema Roriz.
Participa, em 1979, do Grupo Siriará de Literatura, que reúne os principais escritores novos da cidade. O grupo lança manifesto e revista literária . Ainda em 1979, escreve Fala, favela – conjunto de poemas baseado no episódio de expulsão dos moradores da favela José Bastos, ocorrido em Fortaleza –, encenado no ano seguinte, no Teatro Universitário da UFC, pelo Grupo Grita, sob a direção de José Carlos Matos. Lança, em 1981, em livro, os poemas de Fala, favela. Em 1982, publica, feitos no mimeógrafo, dois livros: O lote clandestino e Comunicação. Linguagem. Semiologia. Em 1984, sai com o livro de haicais, Trapézio.
Lança, em 1986, Táxi ou poema de amor passageiro. No mesmo ano, segue para o Rio de Janeiro, para realizar mestrado em Poética na Faculdade de Letras da Universidade Federal do Rio de Janeiro, concluído em 1989, com dissertação sobre a ficção de João Gilberto Noll.
Em 1988, a convite da Universidade da Flórida (Center for Latin American Studies), em Gainesville, e do prof. Charles A. Perrone, profere palestras sobre cultura brasileira contemporânea e sobre o poema Táxi, objeto de estudo no curso por este ministrado.
De 1989 a 1991, assume o cargo de professor-leitor brasileiro, na Université Stendhal Grenoble III-FR, ao fim do qual retorna a Fortaleza, retomando o magistério no Departamento de Literatura da UFC. Em 1992, a convite do jornal O Povo, escreve quinzenalmente crônicas e artigos literários. 
Nesse mesmo ano, sai nos Estados Unidos e Inglaterra, na coleção Literatura Mundial em Tradução, da editora Garland, a edição do poema Táxi, traduzido para o inglês por Charles A. Perrone (veja link do site universitário dele abaixo). Publica, em 1993, em Fortaleza, o poema-livro Metrô ou viagem até a última estação possível. 
Ingressa, em 1993, no curso de doutorado em literatura brasileira na UFRJ. Em 1996, publica Em trânsito: Táxi/Metrô. No mesmo ano, viaja a Lisboa, como bolsista do Instituto Camões/Casa de Fronteira, realizando pesquisa sobre o poeta Gregório de Matos, objeto de sua tese. Localiza nos arquivos da Torre do Tombo todo o processo da Inquisição contra o escritor baiano. 
Em 1997, participa, como poeta brasileiro convidado, do Festival Internacional de Poesia do Mundo Latino, em Bucareste-Romênia. No mesmo ano, publica Beira-Sol, premiado pela Fundação Biblioteca Nacional, finalista do Prêmio Jabuti e um dos livros adotados para o vestibular da UFC, em 2000 e 2001. 
Em 1998, integra o grupo de escritores que vai representar o Brasil no 18o. Salão do Livro, em Paris, dedicado ao país. Na ocasião, lança a segunda edição (bilíngue) de Fala, favela, traduzida para o francês por Silvia Rouquier.
Em 1999, defende sua tese sobre Gregório de Matos, publicada, no ano seguinte, sob o título de As artes de enganar: um estudo das máscaras poéticas e biográficas de Gregório de Matos. Participa, como escritor convidado, do Congresso Literário Portugal-Brasil Ano 2000, no Porto.
Em 2001, o poema O jangadeiro é incluído na antologia Os cem melhores poemas do século. Em 2002, sai a segunda edição de O lote clandestino.
Entre 2003 e 2007, cedido pela UFC, atua no Departamento de Ciência da Literatura da UFRJ. Publica, em 2006, Praia provisória, premiado pela Academia Brasileira de Letras. No mesmo ano, ingressa no PEN Clube do Brasil. Em 2008, publica Os melhores poemas de Sousândrade. No ano seguinte, lança Malindrânia, reunião de contos e textos em prosa poética.
Ingressa em 2011, na Academia Carioca de Letras. Escreve Gregório de Matos (Série Essencial) para a ABL. Também nesse ano, sai a segunda edição de Trapézio, com novos haicais e tankas.
Lança, em 2015, a antologia Escritos ao Sol. O livro é finalista do Prêmio Rio de Literatura. Reinaldo Damásio (Folha de S. Paulo, 25/7/2015) afirma que, na obra, o autor “oferece um panorama significativo de sua produção, não apenas como uma mostra de momentos distintos, mas como o roteiro de uma depuração da linguagem, ou de busca de uma poesia cristalina e cortante”.

## Lista de obras

### Poesia
- A cidade. [Pedro Gaia]. Juazeiro do Norte: Edições Urubu, jan. 1976.
- Fala, favela. Fortaleza: Ed. do Autor, 1981; 2a. ed. Rio de Janeiro: Topbooks, 1998.
- O lote clandestino. Fortaleza: Ed. Água, 1982; 2a. ed. [Apresentação Charles A. Perrone]. Rio de Janeiro: Topbooks, 2002.
- Trapézio. [Ilustrações Geraldo Jesuíno]. Fortaleza: Ed. Água, 1985; 2a. ed. [Apresentação Ricardo Vieira Lima/ Ilustrações Geraldo Jesuíno]. Rio de Janeiro: Ibis Libris, 2011.
- Táxi ou poema de amor passageiro. São Paulo: Global Editora, 1986.
- Metrô ou viagem até a última estação possível. Fortaleza: Ed. Água, 1992.
- Em trânsito: Táxi/Metrô. [Pref. Eduardo Portella/Orelhas Décio Pignatari e Antônio Paulo Graça]. Rio de Janeiro: Topbooks, 1996.
- Beira-Sol. Rio de Janeiro: Topbooks, 1997.
- Praia provisória. Rio de Janeiro: Topbooks, 2006.
- Escritos ao Sol (antologia). [Pref. Eduardo Portella]. Rio de Janeiro: Record, 2015.

### Poesia traduzida
- Taxi or poem of love in transit. [Series: World Literature in Translation]. Translated by Charles A. Perrone*; afterwords: Elizabeth Lowe and Charles A. Perrone*. New York/London: Garland Publishing, 1992.  * Veja:  https://people.clas.ufl.edu/perrone
- Fala, favela/Voilà Favela. Trad. Silvia Rouquier. Rio de Janeiro: Topbooks/FBN/UMC.

### Ficção
- Malindrânia. Rio de Janeiro: Topbooks, 2009.

### Ensaio
- Comunicação. Linguagem. Semiologia. Fortaleza: Ed. do Autor, 1982; 2a. ed. Fortaleza: IOCE, 1983.
- As artes de enganar: um estudo das máscaras poéticas e biográficas de Gregório de Matos. [Pref. Ronaldes de Melo e Souza]. Rio de Janeiro: Topbooks, 2000.
- Gregório de Matos. [Série Essencial]. Rio de Janeiro/São Paulo: ABL/IOESP, 2011.
- Os melhores poemas de Sousândrade. [Pref., sel., relato biográfico e notas Adriano Espínola]. São Paulo: Global Editora, 2008.

### Participação em antologias
- Pedras de toque da poesia brasileira. Sel. e org. José Lino Grünewald. Rio de Janeiro: Nova Fronteira, 1996.
- Poeti brasiliani contemporanei. A cura di Silvio Castro. Veneza: Centro Internazionale della Grafica, 1997.
- Outras praias/Other shores. Org. Ricardo Corona. São Paulo: Iluminuras, 1998.
- Literatura Portuguesa e Brasileira Ano 2000. Org. João Almino e Arnaldo Saraiva. Porto: Helvética Artes Gráficas, 2000.
- Os cem melhores poemas do século. Org. Italo Moriconi. Rio de Janeiro: Objetiva, 2001.
- Antologia comentada de Literatura Brasileira. Org. Magaly Gonçalves, Zélia Aquino, Zina Bellodi. Petrópolis: Vozes, 2006.
- Antologia comentada da poesia brasileira do século 21. Org. Manuel da Costa Pinto. São Paulo: Edifolha, 2006.
- Contos cruéis. Org. Rinaldo de Fernandes. São Paulo: Geração Editorial, 2006.
- Concerto em quatro vozes. [Em parceria com Antonio Cícero, Marco Lucchesi e Salgado Maranhão]. Org. e pref. Domício Proença Filho. Rio de Janeiro: Record, 2006.
- Roteiro da poesia brasileira: Anos 80. Pref. e sel. Ricardo Vieira Lima. São Paulo: Global, 2010.